# Ivan Fiodorovitch Kovalev
Pour les articles homonymes, voir Kovalev.
Ivan Fiodorovitch Kovalev (en russe : Иван Фёдорович Ковалёв), né le 31 mars 1885 (12 avril dans le calendrier grégorien) à Chadrino Semionovski dans le gouvernement de Nijni Novgorod, mort en 1965, est un conteur traditionnel russe dont les contes, retranscrits, ont été publiés en recueils en URSS.

## Biographie et activité de conteur
Né dans une famille de paysans, il a été cultivateur, colporteur, a servi dans l'Armée impériale russe et a été prisonnier en Allemagne après avoir participé à la Première Guerre mondiale. Après la révolution de 1917, il est brigadier dans un kolkhoze, palefrenier, bibliothécaire rural.
En tant que conteur, il s'illustre surtout dans les contes merveilleux et d'aventure, dont le héros, d'origine modeste, parvient à la richesse et au bonheur grâce à son intelligence et à sa débrouillardise. Son style se caractérise par la minutie dans les détails et la psychologie des personnages. Parmi ses meilleurs récits figurent les contes d’Emelia-l'Idiot, des Deux Marchands, du Combat du moustique et de la mouche, ou de Mikola Douplenskoï. On lui doit plus de cent contes merveilleux retranscrits. Certains de ses contes allégoriques évoquent des thèmes de la vie contemporaine. Une partie de ses contes a été recueillie en 1931, et la totalité de son répertoire a été publiée en 1937-39 par E.V. Hoffman-Pomerantseva et S.I. Mints. Un troisième recueil a été publié à Gorki en 1953.
Kovalev a participé encore à la Deuxième Guerre mondiale. Il a été admis comme membre de l'Union des écrivains soviétiques en 1938, et était titulaire de l'Ordre de l'Insigne d'honneur et de la Médaille du Mérite au Travail (За трудовую доблесть).

## Recueil publié
- (ru) Сказки И. Ф. Ковалева. Записали и коммент. Э. Гофман и С. Минц (« Contes de I. F. Kovalëv, retranscrits et commentés par E. Hoffman et S. Mints »), réd. Iouri Sokolov, Moscou, 1941.

## Sources
- (ru) Notice de E.V. Pomerantseva sur FEB.